# Dragan Jerković
Dragan Jerković (Metković, 8. decembar 1975) hrvatski je rukometni trener golmana i bivši golman.
Nastupio je 65 puta za hrvatsku rukometnu reprezentaciju.

## Dosadašnji klubovi
- RK Brodomerkur Split, do 1998.
- RK Metković Jambo, 1998 – 2001
- ThSV Eisenach,  2001 – 2/2005
- SV Post Schwerin, 2/2005 – 6/2005
- RK Agram Medveščak Zagreb, 6/2005 – 2006
- Kadetten Schaffhausen, 2006 – 2007
- R.K. Croatia Osiguranje Zagreb, 2007 – 12/2008
- Porto, 2009 - danas